# Колумбіт
Колумбі́т — мінерал класу оксидів і гідрооксидів ланцюжкової будови.

## Етимологія та історія
Про існування колумбіту в Сполучених Штатах стало відомо завдяки зразку з Хаддама, штат Коннектикут, який, як вважають, належав Джону Вінтропу-молодшому (1606–1676), першому губернатору колонії Коннектикут і завзятому колекціонеру мінералів. Разом із 600 іншими екземплярами це було частиною подарунка його онука з тим самим іменем (Джона Вінтропа, 1681–1747) Гансу Слоану, президенту Королівського товариства Сполученого Королівства, з нагоди його прийняття в члени Королівського товариства в 1737 році.
У 1801 році англійський хімік та мінералог Чарльз Гатчет (1765-1847) виявив у цьому зразку новий елемент (ніобій) і назвав його колумбієм на честь Христофора Колумба (латинізовано Христофор Колумб), першовідкривача Америки
.
Лише в 1844 році німецький хімік Генріх Розе (1795 — 1864) зміг довести, що колумбіт містить два елементи, а саме ніобій і тантал.

## Загальний опис
Тантало-ніобат складу (Fe, Mn)(Nb, Та)2O6. 
Згідно The New IMA List of Minerals (2021):
Columbite-(Fe)  Fe2+Nb2O6
Columbite-(Mg)  MgNb2O6
Columbite-(Mn)  Mn2+Nb2O6
Руда ніобію. Крайній ніобієвий член безперервного ізоморфного ряду колумбітів — танталіт, містить до 80 % Nb2O5 і 20 % FeO. Відмічаються домішки Ta2O5 (до 25 %), MgO (до 9…9,5 %), СаО (до 2 %), Al2О3 (до 1,4 %), Sc2О3 і TR2О3 (до 2 %), SiO2 (до 2 %), ТіО2 (до 4,6 %).
Сингонія ромбічна. Густина 4,9. Твердість 6,5-6,75. Колір чорний. Блиск напівметалевий. Зустрічається у пегматитах і в метасоматично змінених гранітах разом з альбітом, кварцом, мусковітом, турмаліном, цирконом, вольфрамітом, каситеритом. Утворює кристали розміром від частки мм (граніти) до великих, масою до 240—900 кг (пегматити), радіально-променисті агрегати («колумбітові сонця») і суцільні маси смоляно-чорного кольору. На земній поверхні стійкий і переходить у розсипи. Інша назва — ніобіт. Розрізняють: колумбіт вольфрамистий, залізистий, магніїстий, марганцевистий, скандіїстий, урановий та інш. Найбільші родовища пов'язані з лужними гранітоїдами Північної Нігерії.
Колумбіт є важливою рудою ніобію. Кристали цінуються колекціонерами.
Колумбіт в основному міститься в гранітних породах (пегматитах).
Знахідки:
- поблизу громади Боденмайс, Хагендорфа (Верхній Пфальц) і Тіршенройта у Східній Баварії
- поблизу Шантелуп (Разес) у Франції
- у Фінляндії, Норвегії, Швеції
- в Ільменських горах, РФ
- на Мадагаскарі
- також у Коннектикуті, Массачусетсі, Північній Кароліні та Колорадо в США
- в Івігтуті, Гренландія, в кріолітовому пегматиті.

Збагачується гравітаційними методами із застосуванням відсадки, концентрації на столах, ґвинтових і спіральних сепараторах, шлюзах. Доведення чорнових концентратів ведеться гравітаційними методами, магнітною та електростатичною сепарацією.

## Різновиди
Розрізняють:
- колумбіт вольфрамистий (відміна колумбіту з родовища Івеленд (Норвегія), яка містить до 13 % WO3);
- колумбіт залізистий (1. — відміна колумбіту, яка містить залізо; Fe: Mn = 3:1; 2. — танталіт);
- колумбіт магніїстий (видозміна колумбіту з пегматитів родовища Кучі-Ляль (Памір), яка містить до 9 % MgO);
- колумбіт марганцевистий (відміна колумбіту, яка містить до 16,25 % MnO);
- колумбіт марганцевисто-танталистий (колумбіт, у якого MnO: FeO = 5:1 і Nb2O5:Ta2O5 = 1,5:1);
- колумбіт скандіїстий (відміна колумбіту з гранітних пегматитів Перасейнатокі-Алавус (Фінляндія), яка містить до 0,9 % Sc2O3);
- колумбіт танталисто-титанистий (колумбіт, у якого Nb: Ti: Ta = 1,05:0,57:0,35);
- колумбіт-танталіт (колумбо-танталіт);
- колумбіт урановий (відміна колумбіту, яка містить до 0,5 % U);
- колумбо-танталіт (складний оксид танталу і ніобію ланцюжкової будови, (Fe, Mn)(Nb, Ta)2O6).